# سنترال سیتی (کلرادو)
سنترال سیتی (به انگلیسی: Central City) شهری در ایالت کلرادو کشور ایالات متحده آمریکا است که جمعیت آن در سرشماری سال ۲۰۱۰ میلادی، ۶۶۳ نفر بوده‌است.